# Krajowa Rada Sądownictwa
Krajowa Rada Sądownictwa (deutsch Landesrat für Gerichtswesen, kurz: KRS) ist ein zentrales Verfassungsorgan in Polen, das über die Unabhängigkeit der Justiz wacht. Es besteht mehrheitlich aus Richtern und existiert seit 1989. Solche Räte für das Justizwesen sind auch in anderen europäischen Ländern vorzufinden. 

## Verfassungsrechtliche Stellung
Die aktuelle polnische Verfassung von 1997 erwähnt den Rat im achten Kapitel „Gerichte und Gerichtshöfe“, wobei einigen Juristen zufolge keine kategorische Einordnung zu einer der drei Gewalten möglich sei. Auch wenn es große Unterschiede zur Legislative und Exekutive gibt, so besagt die Verfassung, dass die Judikative ausschließlich von Gerichten und Gerichtshöfen ausgeübt wird. Trotzdem wird der Rat als nicht urteilssprechendes Organ der Judikative angesehen. Er wird ferner zu den Organen der öffentlichen Verwaltung zugerechnet und mit „Organen der staatlichen Kontrolle und des Rechtsschutzes“ (Oberste Kontrollkammer, Beauftragter für Bürgerrechte und Landesrat für Rundfunk und Fernsehen) verglichen. Ob der Rat einer konkreten Gewalt zugeordnet wird oder nicht, hat Einfluss auf die Auslegung seiner Kompetenzen.

## Geschichte

### Anfänge
Der Rat entstand im Jahr 1989 infolge der Gespräche am Runden Tisch. Damit soll, anders als in der Volksrepublik Polen, die Unabhängigkeit der Justiz gewährleistet werden. Der Rat hielt bereits in der Verfassungsnovelle vom April 1989 Einzug. Das Verfassungsorgan wurde auf Grundlage des Gesetzes über den Landesrat für Gerichtsbarkeit vom 20. Dezember 1989 gegründet. Einige Juristen befürchteten, dass die Zusammensetzung zur Berufssolidarität führe. Im Zuge des Gesetzgebungsverfahrens wurde das Projekt nicht mit Richtern konsultiert. Auf Vorschlag des Rates ernannte Staatspräsident Wojciech Jaruzelski am 20. April 1990 79 Richter für die Woiwodschafts-, Kreis- und Militärgerichte.

### Verfassung von 1997 und Gesetz von 2001
Die Verfassung erwähnt den Rat in den Artikeln 186 und 187 sowie Artikel 191 Absatz 1 Punkt 2. Mit der Anpassung an die neue Verfassung wurde die Notwendigkeit eines neuen Gesetzes begründet. Am 27. Juli 2001 wurde dieses schließlich nach über zwei Jahren parlamentarischer Arbeit verabschiedet. Unter anderem wurde es dem Rat ermöglicht bei der Gestaltung der Richterbesoldung mitzuwirken. Weiterhin wurde ein Präsidium eingeführt. Die Amtszeit bezieht sich nicht mehr auf den Rat, sondern dessen Mitglieder. Beschlüsse des Rates hinsichtlich einzelner Richter können dem Gesetz zufolge vor dem Obersten Gericht und nicht wie zuvor dem Obersten Verwaltungsgericht angefochten werden.

### Urteil des Verfassungsgerichts von 2007 und Gesetz von 2011
2007 wandte sich der Rat an den Verfassungsgerichtshof, um die Möglichkeit des Staatspräsidenten, die Verfahrensordnung des Rates bestimmen zu können, auf Verfassungsmäßigkeit zu prüfen. Im November 2009 stufte das Verfassungsgericht dies als verfassungswidrig ein.
Am 12. Mai 2011 wurde ein neues Gesetz verabschiedet, das viele Aspekte reguliert, die sich zuvor in der Verfahrensordnung befanden.

### Novelle von 2017
Unter Protesten wurde durch die Parlamentsmehrheit der achten Legislaturperiode ein Änderungsgesetz angenommen, das die 15 Richter des Rates vorzeitig entlässt und ihn in zwei Kammern aufteilt. Der Staatspräsident machte zwar am 31. Juli 2017 von seinem Vetorecht Gebrauch, jedoch reichte Duda daraufhin eine Initiative ein, die ebenfalls alle 15 Richter entfernt. Die Richter werden nun nicht mehr von der Judikative, sondern der Parlamentsmehrheit gewählt. Nach dem erfolgreichen Gesetzgebungsprozess im Sejm und Senat unterschrieb er die eingereichte Gesetzesnovelle am 21. Dezember 2017.
Nach Auffassung der Venedig-Kommission sollen in einem Rechtsstaat die meisten Mitglieder von Richtern gewählt werden. Die Politisierung des Organs verstärke sich auch durch die nun gemeinsame Amtszeit der Mitglieder.
Insgesamt gingen 18 Vorschläge ein, wovon ausschließlich PiS (neun Richter) und Kukiz’15 (sechs Richter) zur Wahl nominierten. Kritisch aufgefasst wird die Nähe zum Justizminister bei mehreren Kandidaten. Der Justiz- und Menschenrechtsausschuss gab dem Parlament am 5. März 2018 die aus 15 Personen bestehende Kandidatenliste zur Wahl (Stimmverhältnis 18 zu 10). Gewählt wurde en bloc ausschließlich unter Teilnahme der beiden Parteien: 269 von 460 Abgeordnete haben an der Wahl partizipiert, wovon mit Ausnahme von zwei Enthaltungen alle Abstimmenden für die Liste stimmten. Damit wurde die Dreifünftelmehrheit von 162 Stimmen erreicht. Florian Hassel schreibt in der Süddeutschen von einem „Rat der Unqualifizierten“, der aus „vormalige[n] Untergebene[n] des Justizministers, Schulfreunde[n], Ehefrauen von mit ihm bekannten Richtern“ bestehe. Der Autor konstatiert, dass „sie sich früher ebenso oft wie erfolglos um hochrangige Richterämter bewarben“.

## Aufgaben und Kompetenzen
Der KRS kann sogenannte Normativakte von dem Verfassungsgerichtshof prüfen lassen, sofern sie die Unabhängigkeit von Gerichten und Richtern betreffen. Ebenfalls können Projekte dieser Art bewertet und Vorschläge diesbezüglich gemacht werden.
Der Rat prüft und bewertet Kandidaten für Richter- und Assessorenämter und beantragt dann beim Präsidenten die Berufung an entsprechende Gerichte. Die Übernahme der Amtsgeschäfte eines Richters durch einen Assessor kann blockiert werden. Zudem nimmt das Organ Stellung zur Entlassung von Gerichtsvorsitzenden und Stellvertretern, prüft Anträge zur Überführung von Richtern in den Ruhezustand oder Anträge zur Wiedereinsetzung von im Ruhestand befindlichen Richtern. Lehrpläne des Rechtsreferendariates und die Einzelheiten bei den Auswahlverfahren für Rechtsreferendariate und Richterexamen können bewertet werden. Der Rat entsendet eine Person in den Programmbeirat der Nationalen Hochschule für Gerichtsbarkeit und Staatsanwaltschaft und kann Stellung bei der Berufung/Entlassung des Direktors beziehen.
Der KRS verabschiedet einen Vorschriftenkatalog, der den Berufsethos für Richter bzw. Assessoren festlegt und achtet auf dessen Befolgung. Er wählt den Disziplinaranwalt für die ordentlichen Gerichte und auch einen für die Militärgerichte. Es werden außerdem Visitationen an Gerichten durchgeführt und in Einzelfällen wird die Arbeit eines Richters kontrolliert.
2016 prüfte der Rat 1410 Kandidaten für Richterämter, wovon 415 dem Präsidenten vorgeschlagen wurden. Die durchschnittliche Dauer zur Beurteilung eines Kandidaten betrug 66 Tage. Der Präsident darf nur vom Rat vorgeschlagene Personen zum Richter ernennen.

## Zusammensetzung
| Zusammensetzung | Ausgangslage | Gesetzesnovelle vom 12. Juli 2017 (Veto des Staatspräsidenten am 31. Juli 2017) | präsidentielle Gesetzesnovelle vom 8. Dezember 2017 |
| --------------- | --- | --- | --- |
| Zusammensetzung | Justizminister, Vorsitzender des Obersten Gerichts, Vorsitzender des obersten Verwaltungsgerichts, ein Repräsentant des Präsidenten, vier gewählte Abgeordnete durch den Sejm, zwei gewählte Senatoren durch den Senat. | | |

Zusammensetzung der Räte für das Justizwesen nach dem Ernennungsverfahren im europäischen Vergleich (Stand: 2015)

| Zusammensetzung | - zwei, durch die Richter-Vollversammlung des Obersten Gerichts, gewählte Richter des Obersten Gerichts; - zwei, durch die Richter-Vollversammlung der Verwaltungsgerichte, gewählte Richter der Verwaltungsgerichte; - zwei aus der Mitte der Vertreterversammlung von Appellationsgerichten; - acht aus der Mitte der Vertreterversammlung von Bezirksgerichten; - einer aus der Mitte der Richterversammlung der Militärgerichte. Gemäß Verfassung beträgt die Amtszeit vier Jahre. | 15 Richter aus dem Obersten Gericht, den ordentlichen Gerichten sowie den Verwaltungs- und Militärgerichten werden vom Sejm mit einfacher Mehrheit (Polen) gewählt. Das Vorschlagsrecht besitzt unter anderem eine Gruppe aus 25 Staatsanwälten. Befürworter: mehr demokratischer Einfluss; Aufbrechen verkrusteter und hierarchischer Strukturen. Gegner: parteiische Einflussnahme; vorzeitiges Erlöschen der konstitutionellen Amtszeit von vier Jahren. | 15 Richter aus dem Obersten Gericht, den ordentlichen Gerichten sowie den Verwaltungs- und Militärgerichten werden vom Sejm mit qualifizierter Dreifünftelmehrheit gewählt. Das Vorschlagsrecht steht ausschließlich einer Gruppe von mindestens 2.000 Bürgern oder mindestens 25 amtierenden Richtern zu. Jedem Parlamentsklub wird die Kandidatenliste übergeben, wovon jeder Klub maximal neun Personen zur Wahl nominieren kann. Sofern aus den vorgeschlagenen Kandidaten weniger als 15 nominiert werden, ergänzt das Sejm-Präsidium entsprechend. Der zuständige Parlamentsausschuss legt eine Liste aus 15 Kandidaten fest. Sollte bei der anschließenden Wahl im Sejm keine qualifizierte Dreifünftelmehrheit erreicht werden, erfolgt die Wahl mit absoluter Mehrheit (Polen). Auch hier erlischt die Amtszeit aller bisherigen Ratsmitglieder vorzeitig. |

### Vorsitzende
| Vorsitzender          | Zeitraum                            |
| --------------------- | ----------------------------------- |
| Stanisław Zimoch      | 23. Februar 1990 – 23. Februar 1994 |
| Adam Strzembosz       | 24. März 1994 – 24. März 1998       |
| Włodzimierz Olszewski | 16. April 1998 – 18. März 2002      |
| Andrzej Jagiełło      | 4. April 2002 – 14. Februar 2004    |
| Krzysztof Strzelczyk  | 4. März 2004 – 19. März 2006        |
| Stanisław Dąbrowski   | 27. März 2006 – 22. März 2010       |
| Antoni Górski         | 31. März 2010 – 23. März 2014       |
| Roman Hauser          | 6. Mai 2014 – 6. November 2015      |
| Dariusz Zawistowski   | 17. November 2015 – 15. Januar 2018 |
| Małgorzata Gersdorf   | 23. Januar 2018 – 6. März 2018      |
| Leszek Mazur          | 27. April 2018 – 21. Januar 2021    |
| Paweł Styrna          | seit 29. Januar 2021                |

## Anmerkung
1. ↑  Verfassung; Gesetze, ratifizierte völkerrechtliche Verträge, Rechtsverordnungen des Präsidenten im Kriegszustand; Rechtsverordnungen; Akte des lokalen Rechtes; Beschlüsse des Ministerrates; Anordnungen des Präsidenten, Vorsitzenden des Ministerrates und der Minister; Anordnungen der zentralen und lokalen Organe der Regierungsverwaltung; normative Beschlüsse von Sejm und Senat